# Mark Walrod Harrington
Mark Walrod Harrington (18 de agosto de 1848 - 10 de septiembre de 1926) fue un científico estadounidense, el primer jefe civil de la Oficina Meteorológica de los Estados Unidos y expresidente de la Universidad de Washington. Considerado un científico destacado a finales del siglo XIX, Harrington estudió y publicó trabajos en múltiples disciplinas, entre ellas la botánica, la astronomía, la meteorología, y la geología, y conocía media docena de idiomas. Sus logros académicos se vieron ensombrecidos por su desaparición en 1899, cuando un día salió de casa y desapareció durante muchos años. Su esposa y su hijo lo localizaron en 1908 en un hospital psiquiátrico de Nueva Jersey donde había sido ingresado como paciente John Doe n.º 8.

## Biografía
Nacido el 18 de agosto de 1948 en Sycamore, Illinois , Harrington era hijo de James Harrington y Charlotte Walrod Harrington. En 1878 se casó con Rose Martha Smith, con quien tuvo un hijo (Mark Raymond). Mark Raymond Harrington fue un conocido arqueólogo .
De 1879 a 1891 fue profesor de astronomía y director del Observatorio Detroit de la Universidad de Míchigan en Ann Arbor. Durante este tiempo publicó una observación astronómica registrada por Johan Ludvig Emil Dreyer como NGC 7040 en el Nuevo Catálogo General. Fundó The American Meteorological Journal en 1884, del que publicó los siete primeros volúmenes.
En 1891, Harrington fue designado por el presidente Benjamin Harrison como el primer jefe civil de la Oficina Meteorológica de los Estados Unidos. Desempeñó este cargo hasta 1895, cuando fue destituido por el secretario de Agricultura Julius Morton, quien convenció al recién inaugurado presidente Grover Cleveland para que le permitiera despedir a Harrington.
En 1895, fue elegido presidente de la Universidad de Washington para suceder a Thomas Milton Gatch. Permaneció en este cargo hasta 1897.
Salió de su casa una noche de 1899 y desapareció durante unos siete años. Según versiones periodísticas, Harrington había perdido la memoria, pero tras varios años en instituciones psiquiátricas, desarrolló una afición por la música. Murió el 10 de septiembre o el 9 de octubre de 1926  en Morris Plains, Nueva Jersey. 